# IC 2531
IC 2531 је спирална галаксија у сазвјежђу Шмрк (Пумпа) која се налази на листи објеката дубоког неба у Индекс каталогу.
Деклинација објекта је - 29° 37' 4" а ректасцензија 9h 59m 55,7s. Привидна величина (магнитуда) објекта IC 2531 износи 12,4 а фотографска магнитуда 13,1. Налази се на удаљености од 36,776 милиона парсека од Сунца. IC 2531 је још познат и под ознакама ESO 435-25, MCG -5-24-15, UGCA 191, FGCE 786, AM 0957-292, ""little N 891"", PGC 28909.